# Gò Quao, An Giang
Gò Quao là một xã thuộc tỉnh An Giang, Việt Nam.

## Địa lý
Thị trấn Gò Quao nằm ở trung tâm huyện Gò Quao, có vị trí địa lý:
- Phía đông giáp xã Vĩnh Phước B
- Phía tây giáp xã Định Hòa
- Phía nam giáp xã Vĩnh Phước A và xã Thủy Liễu
- Phía bắc giáp xã Định An.

Thị trấn Gò Quao có diện tích 21,70 km², dân số năm 2020 là 10.093 người, mật độ dân số đạt 465 người/km².

## Hành chính
Thị trấn Gò Quao được chia thành 6 khu phố: Phước Trung I, Phước Trung II, Phước Hưng I, Phước Hưng II, Phước Thới, Phước Thành Lập.

## Lịch sử
Ngày 24 tháng 5 năm 1988, Hội đồng Bộ trưởng ban hành Quyết định 92-HĐBT về việc giải thể các xã: Vĩnh Thắng, Vĩnh Hùng, Thới An, Thủy Tiến, Định Thành, Tân Hòa Lợi, Vĩnh Hòa Hưng, Vĩnh Hòa Thạnh, Vĩnh Hòa Dũng, Vĩnh Hiệp Hòa, Phước Tân để thành lập lập thị trấn Gò Quao và 2 xã: Vĩnh Hòa Hưng Bắc, Vĩnh Hòa Hưng Nam.
Ngày 26 tháng 7 năm 2005, Chính phủ ban hành Nghị định số 97/2005/NĐ-CP về việc điều chỉnh 280 ha diện tích tự nhiên và 1.230 nhân khẩu của xã Vĩnh Phước B về thị trấn Gò Quao quản lý.
Sau khi điều chỉnh địa giới hành chính mở rộng thị trấn Gò Quao có 1.954 ha diện tích tự nhiên và 9.892 nhân khẩu.
Ngày 12 tháng 6 năm 2025, Ủy ban Thường vụ Quốc hội ban hành Nghị quyết số 1654/NQ-UBTVQH15 về việc sắp xếp các đơn vị hành chính cấp xã của tỉnh An Giang. Theo đó, toàn bộ diện tích tự nhiên, quy mô dân số của thị trấn Gò Quao, xã Vĩnh Phước B và xã Định An thành xã mới có tên gọi là xã Gò Quao.